# Lefter Küçükandonyadis
Lefter Küçükandonyadis, född 22 december 1924 i Büyükada, död 13 januari 2012 i Istanbul, var en turkisk fotbollsspelare och tränare. Han anses vara en av de bästa spelarna någonsin i både Fenerbahçe och Turkiets landslag.

## Karriär

### Klubblag
Lefter Küçükandonyadis föddes och växte upp på ön Büyükada utanför Istanbul; han hade en turkisk mor och en grekisk far. Sin proffsdebut gjorde han för Taksim innan han gick vidare till Fenerbahçe 1947. Han blev den första turken att spela utomlands när han 1951 gick till italienska Fiorentina. Efter en kort sejour i franska Nice så återvände Küçükandonyadis till Fenerbahçe där han vann den nystartade Milli Lig tre gånger. Totalt gjorde han 615 matcher och 423 mål för Fenerbahçe. Han avslutade sin karriär i grekiska AEK Aten.

### Landslag
Küçükandonyadis spelade 46 landskamper och gjorde 21 mål för Turkiets landslag. Han var med i VM 1954 där han gjorde två mål, ett mål Västtyskland och ett mot Sydkorea.

## Meriter
Fenerbahçe
- Turkiska ligan: 1959, 1961, 1964